# Henry James Byron

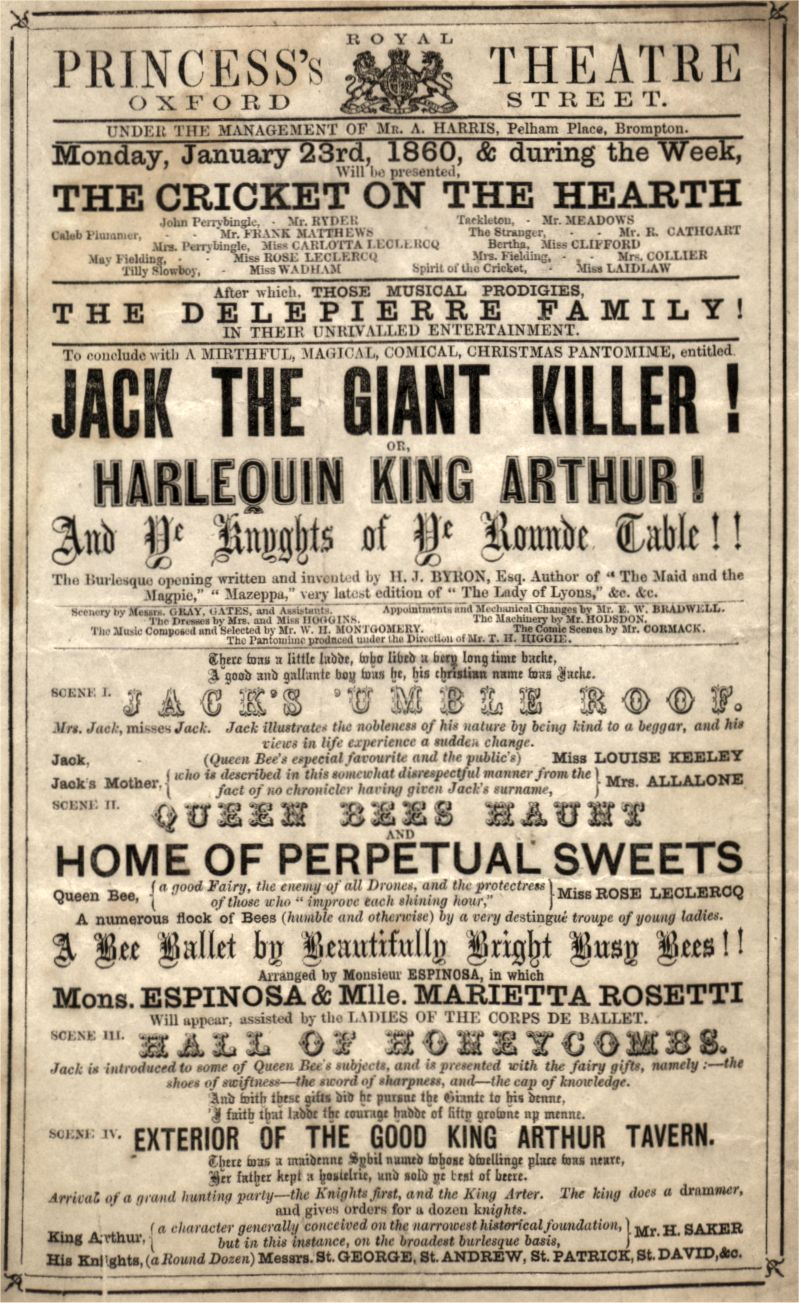
Affisch för Byrons pantomin Jack the Giant Killer (1859–1860).

Henry James Byron, född den 8 januari 1835 i Manchester, död den 11 april 1884 i London, var en engelsk lustspelsförfattare.
Byron utvecklade stor fallenhet för burlesken i en mängd operaparodier, bland annat Fra Diavolo (1858) och Little Don Giovanni, varjämte han skrev farser och lustspel, fulla av ordlekar och en ofta vulgär komik. Sådana är Cyril’s success (1868), Old sailors (1874) och den ofantligt omtyckta Our boys (1875; "Våra gossar", 1880), som upplevde vida över 1 000 föreställningar på både Vaudeville- och Adelphi-teatern i London. Byron var den förste utgivaren av skämtbladet "Fun" och skrev även en roman, Paid in full (3 band, 1865). Han utövade själv skådespelaryrket i London och var tidtals teaterdirektör.